# ビートたけし特別主催 おバカンヌNo.1映像祭
『ビートたけし特別主催 おバカンヌNo.1映像祭』（ビートたけしとくべつしゅさい おバカンヌナンバーワンえいぞうさい）は、日本テレビ系列で不定期に放送されていたバラエティ特別番組である。2010年と2011年の2回放送された。

## 概要
日本テレビ系で放送されているバラエティ番組『世界まる見え!テレビ特捜部』の名物コーナー「爆笑ホームビデオ」から派生。
実行委員長のビートたけしが世界各国から仕入れたホームビデオ映像や視聴者から投稿されたホームビデオ映像とネット動画から面白いものを厳選し、エントリーの中から最高のおバカ映像大賞を選ぶ企画である。

## 出演者

### 実行委員長
- ビートたけし

### 進行
- 鈴江奈々（日本テレビアナウンサー）
- 森麻季（日本テレビアナウンサー）

### 審査員
第1回
- テリー伊藤
- ガダルカナル・タカ
- 南野陽子
- インパルス
- 神戸蘭子
- さくらまや
- 渡部陽一

第2回
- 大地真央
- ガダルカナル・タカ
- 河本準一（次長課長）
- ボビー・オロゴン
- 矢口真里
- 倉科カナ
- 千葉雄大
- 渡部陽一

### ナレーション
- 杉本るみ
- 垂木勉
- 佐藤賢治
- 阪井あかね
- 増谷康紀
- 山本圭一郎

## 放送日時
※時刻はすべてJSTで記載する。
| 回数  | 放送日時                    | 備考                   | 視聴率 |
| ----- | --------------------------- | ---------------------- | ------ |
| 第1回 | 2010年9月10日 19:00 - 20:54 | -                      | 10.3%  |
| 第2回 | 2011年7月8日 19:00 - 20:54  | 金曜スーパープライム枠 | 8.8%   |

## スタッフ
第2回時点
- 企画・監修：吉川圭三
- 構成：豊村剛、池田一之、ヒロハラノブヒコ
- TM：高木冬夫
- SW：望月達史
- カメラ：荻野高康
- 調整：笈川太
- 音声：大島康彦
- 照明：加藤恵介
- モニター：太田和明
- CG：グレートインターナショナル
- 美術：松崎純一
- デザイン：本田恵子
- 大道具：前田賢治
- 電飾：近藤喜大
- 小道具：宍倉正一
- 生花：鈴木晴美
- 衣装：宮田薫
- 持ち道具：柳下晃一
- 特殊効果：堀田秀二郎
- ヘアメイク：外山奈津子
- 美術協力：日テレアート
- 音効：堺慶史郎（M-TANK）
- 編集：松崎猛・米山滋（オムニバス・ジャパン）
- MA：水野貴浩（オムニバス・ジャパン）
- TK：池田佳寿子
- デスク：高桑繭子
- リサーチ：今井伸介、角綾子、田原拓郎
- 海外リサーチ：NTVIC、NTVE
- 編成：糸井聖一、中村圭吾
- 広報：友定絋子
- 営業：阿部寿徳
- AD：櫛山慶、土田麻衣子、高橋雅樹、田邊麻衣美、伊藤奈穂、齋藤竜司
- AP：岩田裕美、岩谷友美、大木紀子
- 制作協力：SFINX、日企、モスキート
- ディレクター：岸田裕之、川名良和、遠山広、齋藤良大、原八仁
- 演出：小江翼、根岸秀明
- プロデューサー：國谷茉莉、宇佐美友教（日企）、清水徳子（SFINX）、遠藤正累
- チーフプロデューサー：面高直子
- 製作著作：日本テレビ